# Tatev
Tatev (ou Tatew, Tat'ew, Datev, Tathev ; en arménien Տաթեվ) est un monastère arménien situé dans la région de Goris, à 316 km d’Erevan au sud-est de l'Arménie, dans le marz de Syunik, anciennement province du Zanguezour. Ce monument, le plus important du Sud du pays, a été placé par l'Arménie sur sa liste indicative du patrimoine mondial de l'UNESCO en 1995.
Tatev est aussi un village situé près du monument.

## Étymologie
L'origine du nom « Tatev » est mal connue. Selon une légende, l'architecte de Tatev ne pouvait pas descendre de la coupole qui venait alors d'être construite. Il cria alors Togh astvats indz ta-tev, ce qui signifie « Puisse Dieu me donner des ailes ». Il a en tout cas donné le prénom « Tatev », beaucoup utilisé en Arménie (exemple : Tatev Abrahamian).

## Accès
Jusqu'en 2010, l'accès au monastère de Tatev était assez difficile, via une seule piste, médiocre sinueuse et pentue, impraticable pour les autocars. L'aménagement et le bitumage de la route a été achevé pendant l'été 2010 jusqu'à une station du téléphérique de Tatev qui a été mis en service en octobre 2010 et qui évite le passage jusque-là obligé par le fond du canyon de la rivière Vorotan. Même l'accès routier jusqu'au monastère est désormais plus aisé, même si la moitié de la piste conduisant au monastère reste à aménager.

## Histoire
Le monastère a été construit entre le Xe et le XIIIe siècles, à l’emplacement d’un sanctuaire ancien. C'était un très grand centre intellectuel de l'Arménie, entre 1390 et 1453, une université reconnue comme celles de Sanahin et de Haghpat. De grands savants théologiens de l’époque ont travaillé dans cette université, comme Grégoire de Tatev. Comme beaucoup de monastères arméniens du Moyen Âge, Tatev s'est doté d'une muraille contre les invasions de l'époque. Cet édifice a été endommagé par le tremblement de terre de 1931. La restauration fut entreprise mais s'éternisa, ce qui explique la présence d'une grue au plein milieu du monastère jusqu'à l'été 2010. Désormais les travaux de restauration de l'église principale sont achevés, tandis que d'autres sont en cours sur le site.

## Bâtiments
Pour un article plus général, voir Architecture arménienne.
L'église principale, Saints-Pierre-et-Paul, a été construite entre 895 et 906 et est la plus ancienne. Elle est du type basilique à coupole. Au sud de cette église, l’église Saint-Grégoire à couverture voûtée date de 1285. Il y a un grand gavit.

## Galerie

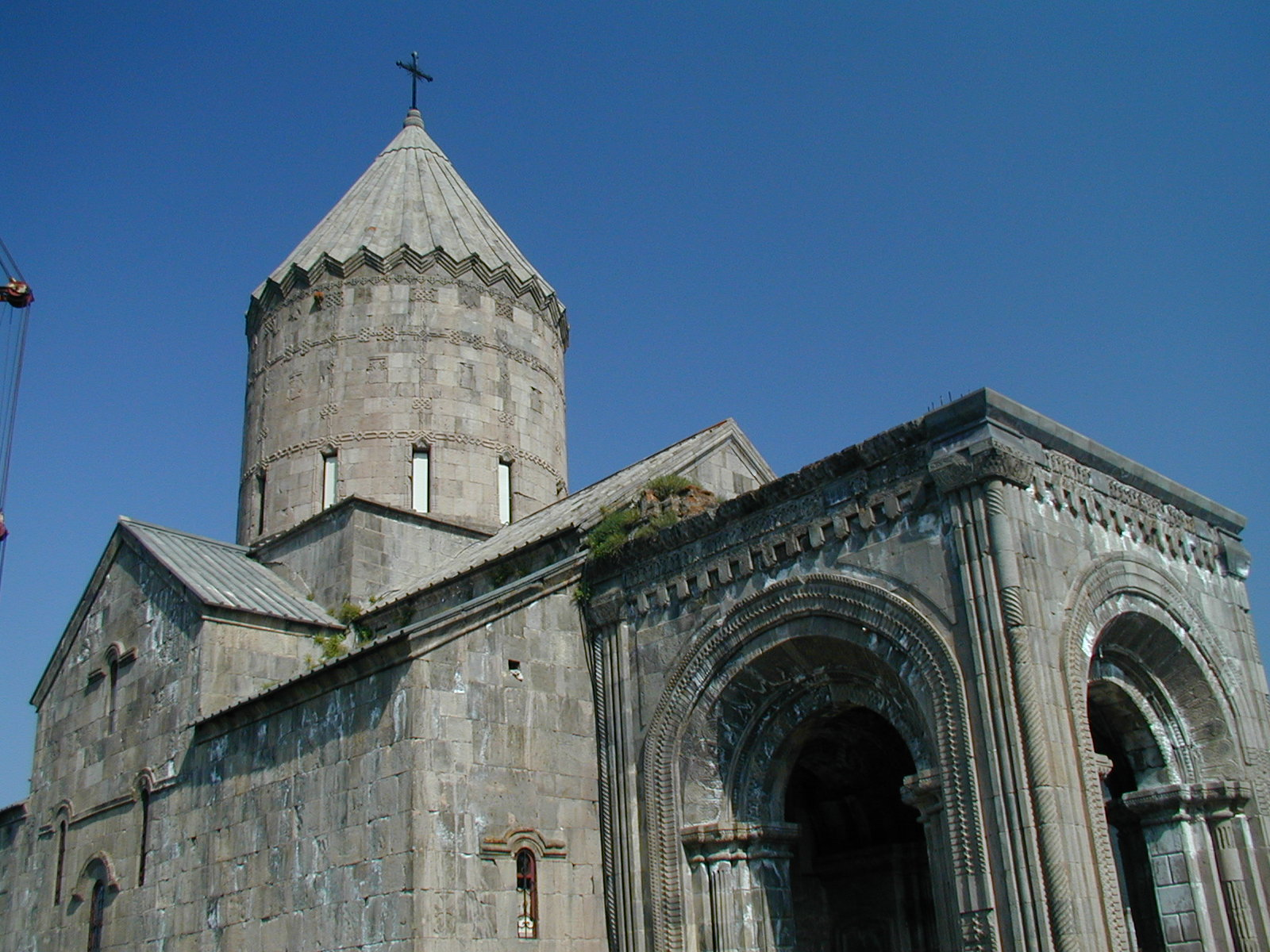
Église Saint-Pierre-et-Saint-Paul (Sourp Boghos-Pétros).
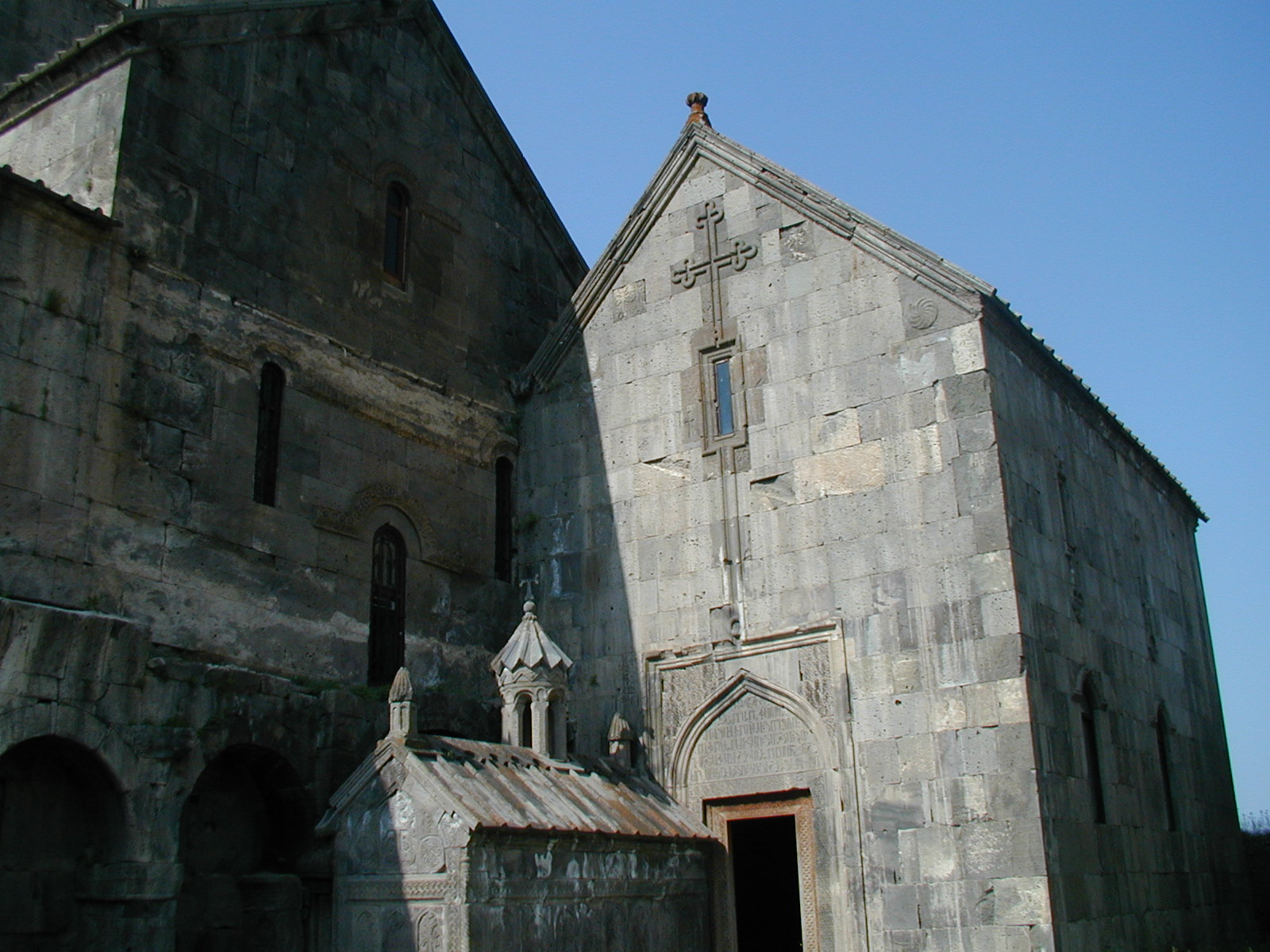
Saint-Grégoire.
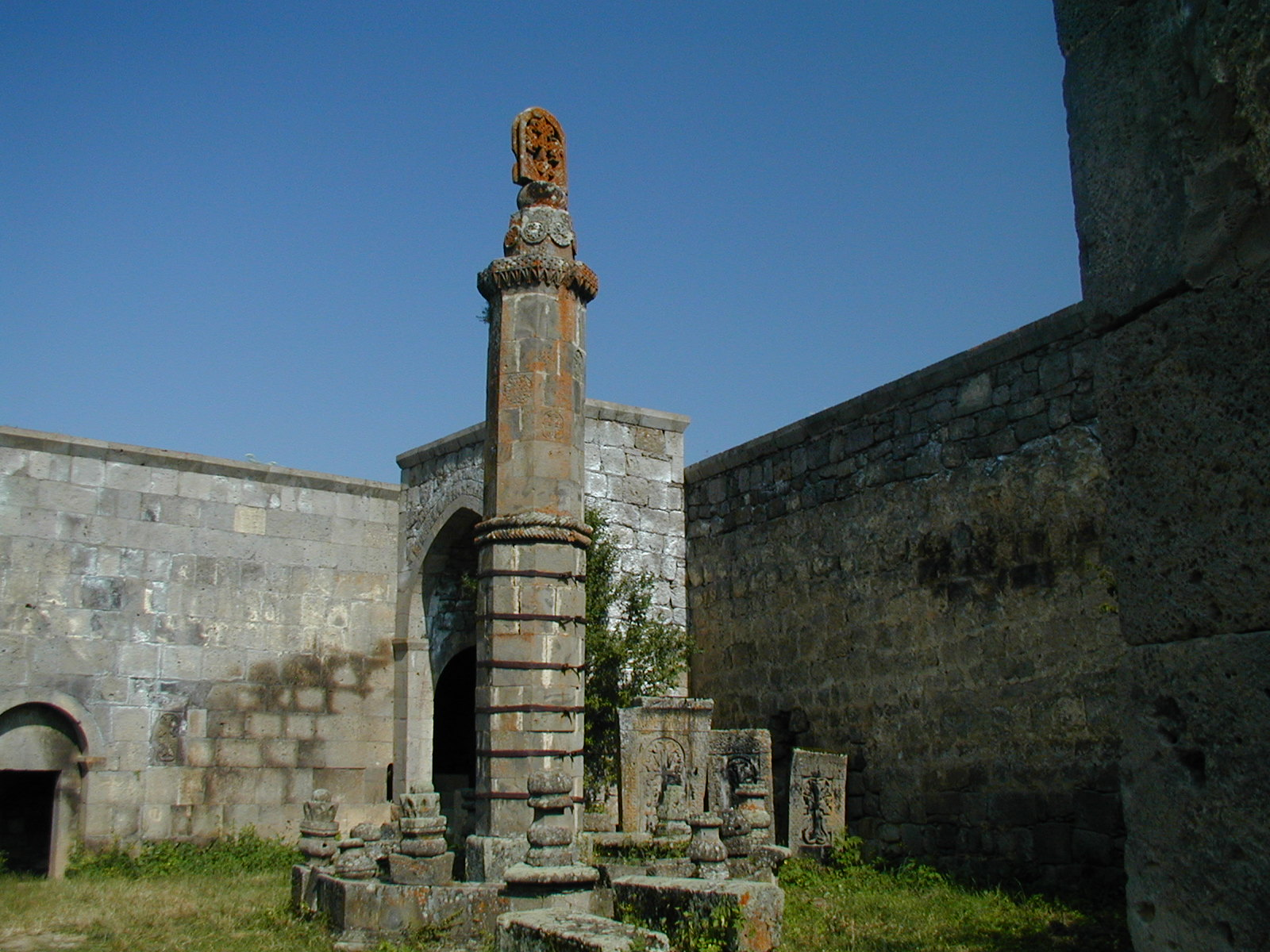
Le cloître.
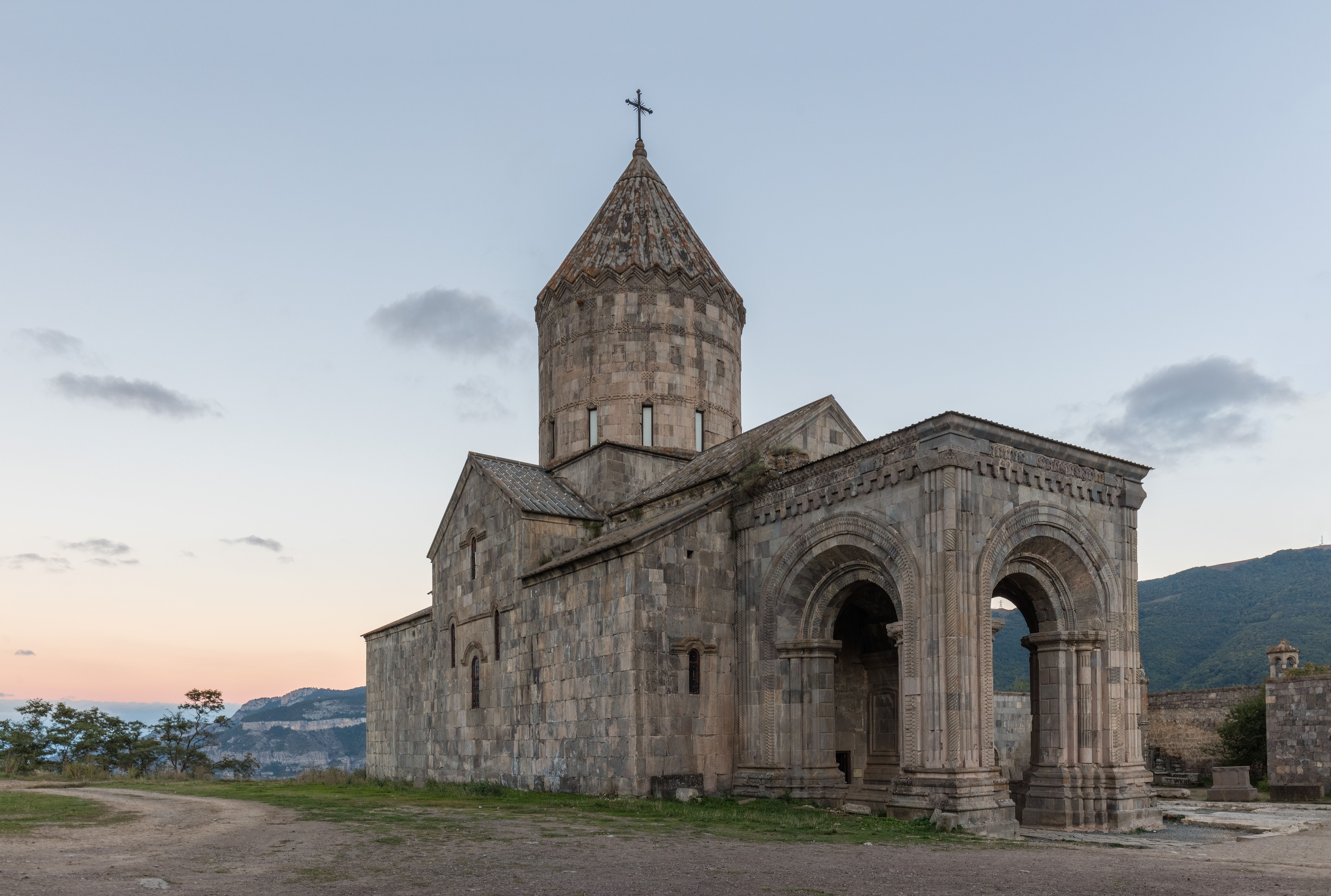
Église Saint-Pierre-et-Saint-Paul.
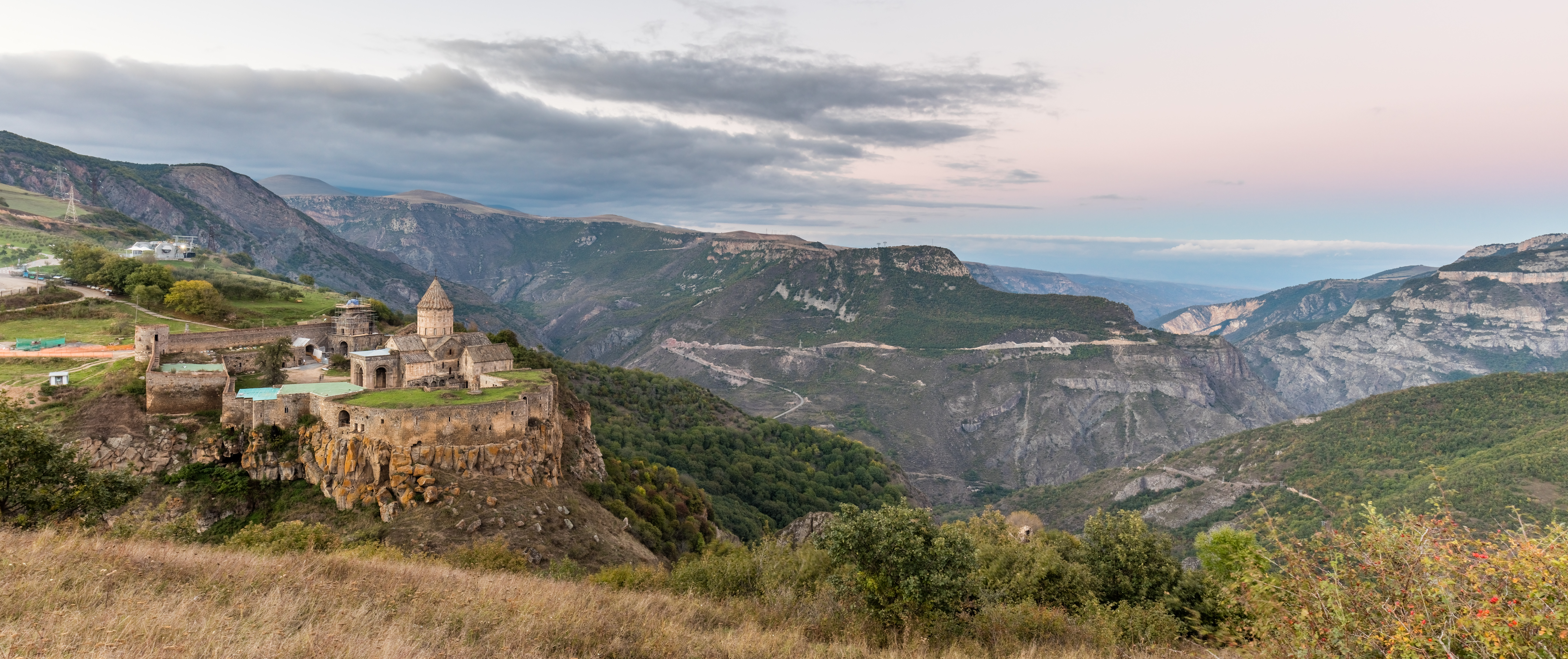
Vue générale.